# Upwork
Upwork Global Inc., anteriormente Elance-oDesk, es una plataforma estadounidense de trabajo independiente con sede en Santa Clara y San Francisco, California. La empresa se formó en 2015 como Elance-oDesk, luego de la fusión de Elance Inc. y oDesk Corp. La empresa fusionada cambió su nombre a Upwork en 2016.
Upwork tenía más de doce millones de autónomos y cinco millones de clientes registrados en el año 2017. En 20?? se publicaron más de tres millones de puestos de trabajo con un valor de más de mil millones de dólares
Upwork fue nombrada en la lista de TIME de las 1000000 empresas más influyentes de 2022 de Time  en marzo de 2022.

## Historia
Elance fue fundada en 1998 por Beerud Sheth y Srini Anumolu en un apartamento de dos habitaciones en la ciudad de Jersey. En diciembre de 1999, los 22 empleados de la empresa se trasladaron a Sunnyvale, en California.
oDesk fue fundado en 2003 por Odysseas Tsatalos y Stratis Karamanlakis, que querían trabajar juntos a pesar de que uno de ellos estaba en los EE. UU. y el otro en Grecia. oDesk finalmente se convirtió en un mercado en línea que permitía a los usuarios registrados encontrar, contratar y colaborar con trabajadores remotos.
Elance y oDesk anunciaron su fusión diciembre de 2013 para crear Elance-oDesk. En 2015, la nueva empresa pasó a llamarse Upwork, lo que coincidió con una actualización de la plataforma oDesk con el mismo nombre. El nuevo Upwork también planeó eliminar gradualmente la plataforma Elance.
La empresa se incluyó en la lista Inc. 5000 de 2009 a 2014 y presentó una oferta pública inicial el 3 de octubre de 2018.
El 7 de marzo de 2022, Upwork comenzó a suspender las operaciones para autónomos y clientes en Rusia y Bielorrusia como sanción tras la invasión rusa de Ucrania en febrero de 2022.

## Servicio y modelo de negocio
Upwork permite a los clientes entrevistar, contratar y trabajar con autónomos y agencias independientes a través de la plataforma de la empresa. El cliente publica una descripción de su trabajo y un rango de precios que está dispuesto a pagar para que un profesional independiente lo complete. El cliente puede invitar a freelancers específicos a postularse para sus trabajos, o bien publicar el trabajo para cualquier que esté interesado en postularse. Una vez que el cliente ha elegido a quién quiere, contrata a ese profesional independiente mediante el envío de un contrato con horas establecidas, tarifa de pago y una fecha límite. 
Upwork incluye una función de chat en tiempo real que los clientes o los autónomos pueden usar para enviar mensajes. La aplicación de seguimiento del tiempo de Upwork registra las pulsaciones de teclas y los movimientos del ratón del trabajador y toma capturas de pantalla para enviarlas a su cliente.

## Tamaño, alcance y cambios
En 2022, Upwork reportó 14 millones de usuarios en 180 países con $1 mil millones de dólares en facturación anual de autónomos. La empresa cuenta en 2022 con 850 empleados.
En 2020, la empresa depuró 1,8 millones de autónomos. En una llamada de 2019 con inversores, el director ejecutivo Hayden Brown dijo que Upwork se centraría más en satisfacer las necesidades de las empresas Fortune 500 en lugar de las empresas más pequeñas que solo buscan un trabajo rápido.Brown también habló de una "brecha de habilidades" entre lo que las empresas buscaban en la plataforma Upwork y lo que obtenían. Muchos de los freelancers eliminados fueron calificados como "menos calificados" o tenían clasificaciones más bajas en la plataforma.
Upwork ha realizado otros cambios bajo el liderazgo de Brown. Adoptó tarifas de suscripción de clientes pagas, aumentó las tarifas de pago de los clientes al 3 %, elevó el costo de los "Conexiones" y cambió la cantidad de "Conexiones" necesarias para que los trabajadores independientes presentar propuestas de trabajo. Brown dijo que estos cambios se realizaron para mejorar la calidad de los trabajadores independientes y el trabajo independiente disponible en la plataforma, pero también generaron mayores ganancias financieras para Upwork y sus inversores.
Upwork lanzó una función llamada "Catálogo de proyectos" en octubre de 2020  que permite a los autónomos y las agencias ofrecer servicios con alcance previo a precios fijos.
En marzo de 2021, Upwork publicó un informe que afirma que hasta el 25 % de los profesionales esperan trabajar de forma permanente de forma remota.
La plataforma de Upwork incluye clientes de todos los tamaños, desde pequeñas empresas hasta las compañías de Fortune 100, y tiene usuarios en más de 180 países. En 2022, se generaron $4.1 mil millones en volumen bruto de servicios (GSV). El GSV proviene de todo el mundo, con un 26% generado por talentos en los EE. UU., que fue la geografía de talento más grande en 2022, 2021 y 2020. India y Filipinas siguieron siendo las siguientes geografías de talento más grandes en estos tres años. En 2021 y 2020, se generaron $3.5 mil millones y $2.5 mil millones de GSV respectivamente, y en cada año, aproximadamente el 25% fue generado por talentos en los Estados Unidos.
En 2022, Upwork registró una pérdida neta de $89.9 millones, en comparación con una pérdida neta de $56.2 millones en 2021. Además, la pérdida de EBITDA ajustado fue de $4.0 millones en 2022, frente a una ganancia de EBITDA.
En 2023, tras un aumento del coste de "Connects" y la introducción de un Boost, la empresa registró unos ingresos de 689,1 millones de dólares y un beneficio neto de 46,9 millones de dólares.